# Broughty Ferry
Broughty Ferry (gaélico escocés: Bruach Tatha, Escocés: Brochtie) es un barrio situado al este de Dundee, Escocia. Se encuentra en la orilla norte del estuario del Tay. "The Ferry" (como se le conoce coloquialmente) fue un municipio independiente desde 1864 hasta que fue incorporado a en 1913.

## Etimología
El nombre de Broughty Ferry seguramente proviene de Bruach Tatha, que quiere decir "orilla del Tay" en gaélico escocés. La etimología popular cuenta que el nombre proviene del escocés broch que hace referencia a algunas fortificaciones prehistóricas, mientras que el sufijo "ty" sería una forma abreviada del nombre de río Tay. El término "Ferry" se habría añadido después para significar la labor del pueblo como embarcadero del ferry. Esta explicación, sin embargo, es bastante improbable puesto que el orden lógico sería "Tay Broch" en vez de "Broch Tay".

## Historia
Existen evidencias de asentamientos humanos prehistóricos que se fueron transformando en un próspero pueblo pesquero y ballenero antes de convertirse en la residencia de los barones del yute del siglo XIX, que tenían sus fábricas en Dundee. En esta época se le conoción como "la milla cuadrada más rica de Europa".
Hasta finales del siglo XVIII el pueblo no era más que un conjunto de cabañas de pescadores, pero alrededor de 1790 se empezaron a construir casas y villas que usaban los propios habitantes de Dundee y de otras partes de escocia durante sus vacaciones. Por esa época, el pueblo contaba con 13 barcos pesqueros, que traían todo tipo de pescado incluyendo bacalao, eglefino, lenguado, maruca, y otros. El pueblo era la principal fuente de abastecimiento de pescado de Dundee, pero también se destinaba parte a la exportación.
Entre 1490 y 1495 se construyó el castillo de Broughty que se usó continuamente hasta 1932, teniendo especial importancia durante las guerras anglo-escocesas y Guerras de los Tres Reinos. El castillo se levanta sobre un pequeño promontorio que se adentra en el estuario, entre una playa de arena y otra de piedras. El castillo lo ocupa ahora un museo que tiene exposiciones sobre la historia local, así como de la flora, fauna y geología de la zona. También incluye una exposición de pintura con obras pertenecientes a la colección Orchar, adquiridas por el ingeniero e inventor James Guthrie Orchar.
El pueblo tiene dos edificios históricos de categoría A, la iglesia de St Stephen (iglesia parroquial de West Ferry) y la iglesia de St Luke, construida en el siglo XIX. La iglesia de St Stephen tiene unas ventanas victorianas extraordinariamente delicadas que son consideradas la mejor colección de vidrio emplomado de Edward Burne-Jones en toda Escocia.
Antes de la construcción del puente ferroviario del río Tay en 1878, un servicio de ferry completaba la línea Edimburgo-Aberdeen entre Broghty Ferry y Tayport en la orilla sur del estuario.
El 2 de diciembre de 1943, una paloma mensajera de Broughty Ferry llamada Winikie recibió la medalla Dickin por "entregar un mensaje en condiciones extremadamente difíciles contribuyendo con ello al rescate de una tripulación estando de servicio con la RAF el 23 de febrero de 1942".
El 8 de diciembre de 1959 la lancha de salvamento del pueblo, RNLB Mona, se hundió con toda la tripulación cuanto acudía al rescate del buque faro North Carr.

## Educación
Hay tres escuelas primarias en Broughty Ferry: 
- Escuela Primaria Barnhill, a la que acuden alumnos del área de Barnhill.
- Escuela primaria Eastern, a la que acuden alumnos del área central de Broughty Ferry.
- Escuela Primaria Forthill, a la que acuden alumnos de West Ferry.

Los alumnos de las tres escuelas suelen continuar sus estudios de secundaria en el instituto Grove Academy. 
Grove Academy acabó de reformarse en el año 2009. Es una de las mejores escuelas de secundaria de Escocia. En los edificios antiguos de Grove Academy se ha creado la escuela de primaria Eastern. Los alumnos de la escuela de primaria Barnhill tenían la opción de acudir a la escuela de secundaria de Monifieth, en el condado de Angus, pero desde el 1 de enero de 2009 tiene que solicitarlo.

## Infraestructuras
Broughty Ferry tiene un parque infantil reacondicionado que incluye juegos para niños, juegos acuáticos, minigolf y una pista de kart infantil. Varios trenes que cubren la línea Aberdeen-Dundee paran en la estación de Broughty Ferry.

## Cultura
Broughty Ferry es la localización de los libros y las series de televisión y radio de la BBC Bob Servant escritos por Neil Forsyth.

## Deportes
El equipo local de Broughty Ferry es el Broughty Athletic F.C. un equipo juvenil que juega en Whitton Park, cerca del castillo de Claypotts.
La mayoría de actividades deportivas tienen lugar en Dawson Park, que incluye cinco campos de fútbol, un campo de rugby y uno de fútbol americano además de varias instalaciones de atletismo. En 2006 se inauguró una nueva pista con iluminación que es utilizada por la Grove Academy.
En Broughty Ferry hay también dos clubes de bolos, el Brougty BC y el Broughty Castle BC. Los dos clubes están abiertos todo el año y la temporada de juego al aire libre va de abril a septiembre.
El Panmure Rugby FC tiene su sede en el Club Deportivo Forthill.
Broughty Ferry tiene también dos clubs de tenis. El primero es el Brougthy Ferry Tennis Club y está abierto todo el año, con seis pistas iluminadas. El otro él es Forthill Tennis Club y tiene seis pistas, abiertas de abril a octubre.
El Club Deportivo Forthill es la sede del Forfarshire Cricket Club. La pista, conocida como Forthill fue adquirida en 1880 por un grupo de comerciantes encabezados por George M. Cox.

## Personajes ilustres
- George Thomson, político demócrata liberal